# Редмонд, Гренвилль
Гренвилль Редмонд (англ. Granville Redmond), 1871—1935 — американский художник-пейзажист, работавший в жанрах тонализма и калифорнийского импрессионизма.

## Ранние годы
Гренвилль родился в Филадельфии 9 марта 1871. В три года он заболел скарлатиной и оглох в результате болезни. Это, вероятно, послужило причиной переезда в Сан-Хосе — там расположена школа для глухих.

## Учёба

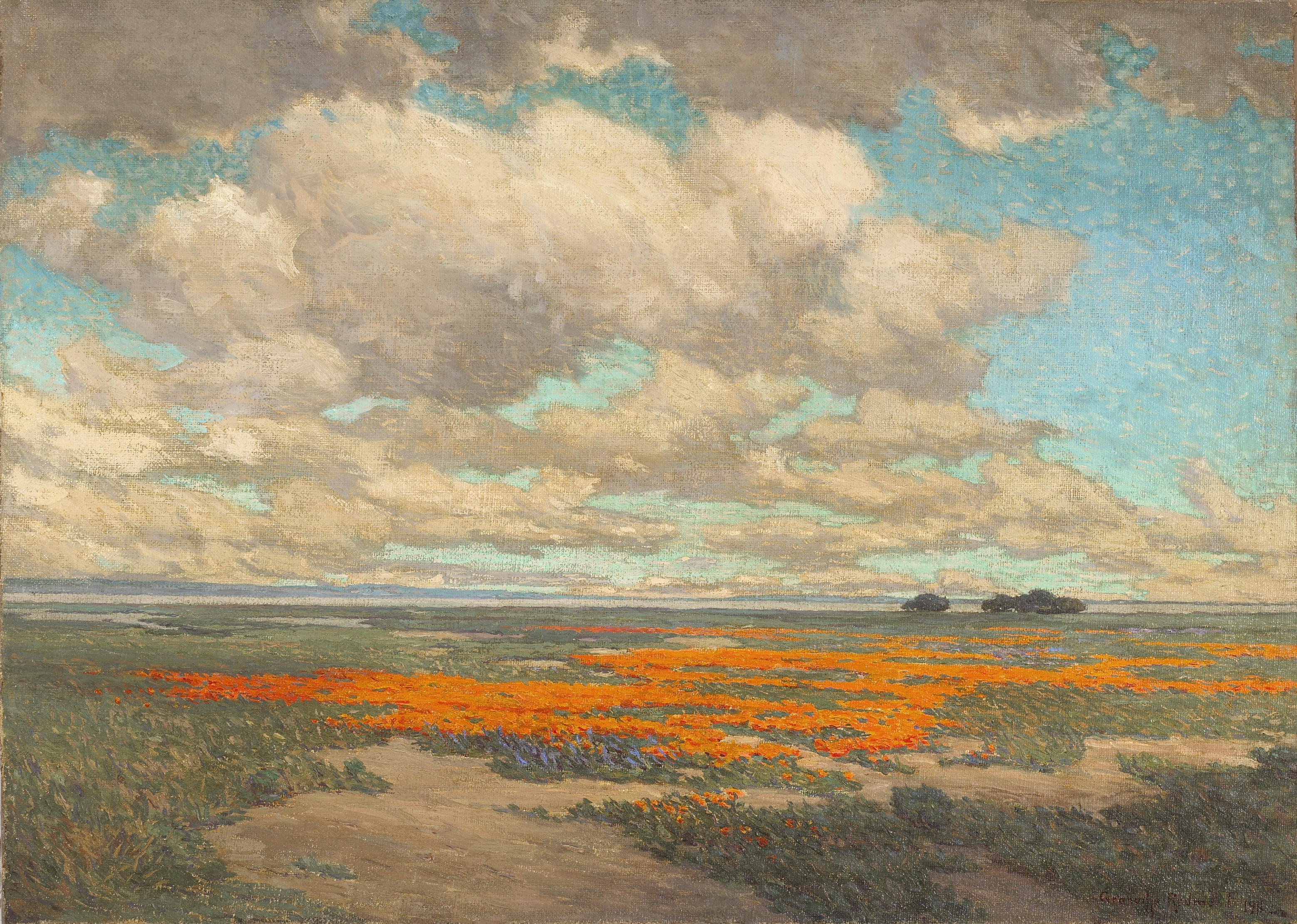
Поле калифорнийских маков

Гренвилль посещал Калифорнийскую школу для глухих с 1879 по 1890 годы, где обнаружили и развили его талант к рисованию. Учитель Теофилус д’Эстрелла обучил его рисованию и пантомиме.
После окончания общеобразовательной школы Гренвилль поступил в Институт дизайна в Сан-Франциско. Там он три года работал с такими известными людьми, как Артур Мэтьюс и Амедей Жоллин, и окончил институт с медалью за отличную учёбу. Он работал со многими художниками, включая Джузеппе Каденасо и Готтардо Пьяццони, который выучил амслен, и они с Гренвиллем стали друзьями на всю жизнь. Они жили вместе в Паркфилде и Тайбьюроне.
В 1893 году Редмонд получил стипендию Калифорнийской школы для глухих, благодаря чему смог поехать в Париж для обучения в Академии Жюлиана у Жан-Поля Лорана и Бенжамина Констана. Он жил в одной комнате со скульптором Дугласом Тильденом. В 1895 году его картина «Зимнее утро» была избрана для показа на Парижском салоне.

## Возвращение в Калифорнию

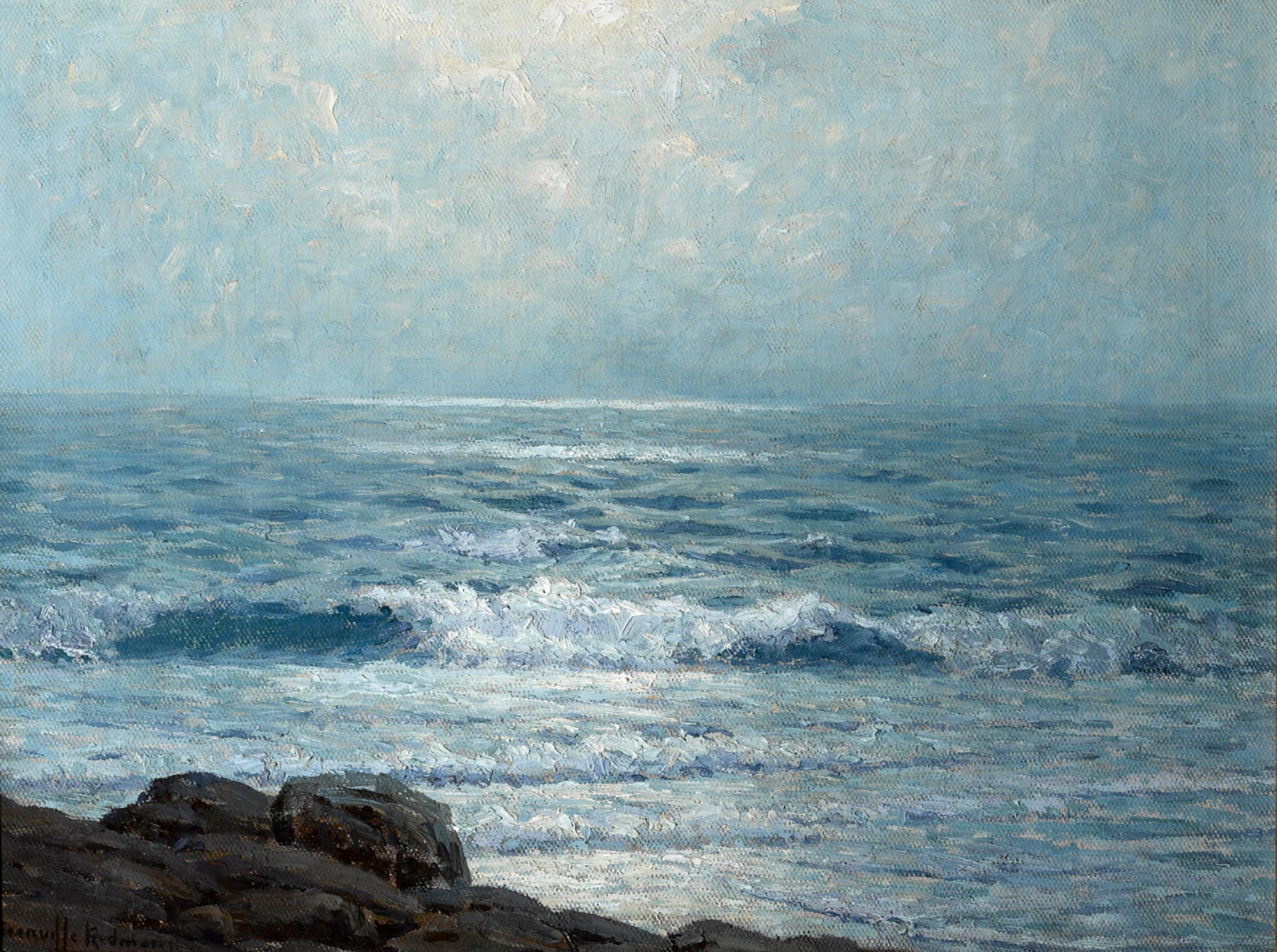
Утро на Тихом Океане

В 1898 году Гренвилль возвращается в Калифорнию и устраивается в Лос-Анджелесе. В 1899 году он женится на Кэрри-Энн Джин, выпускнице Иллинойсской школы для глухих, у них родилось трое детей.

## Работа с Чаплином

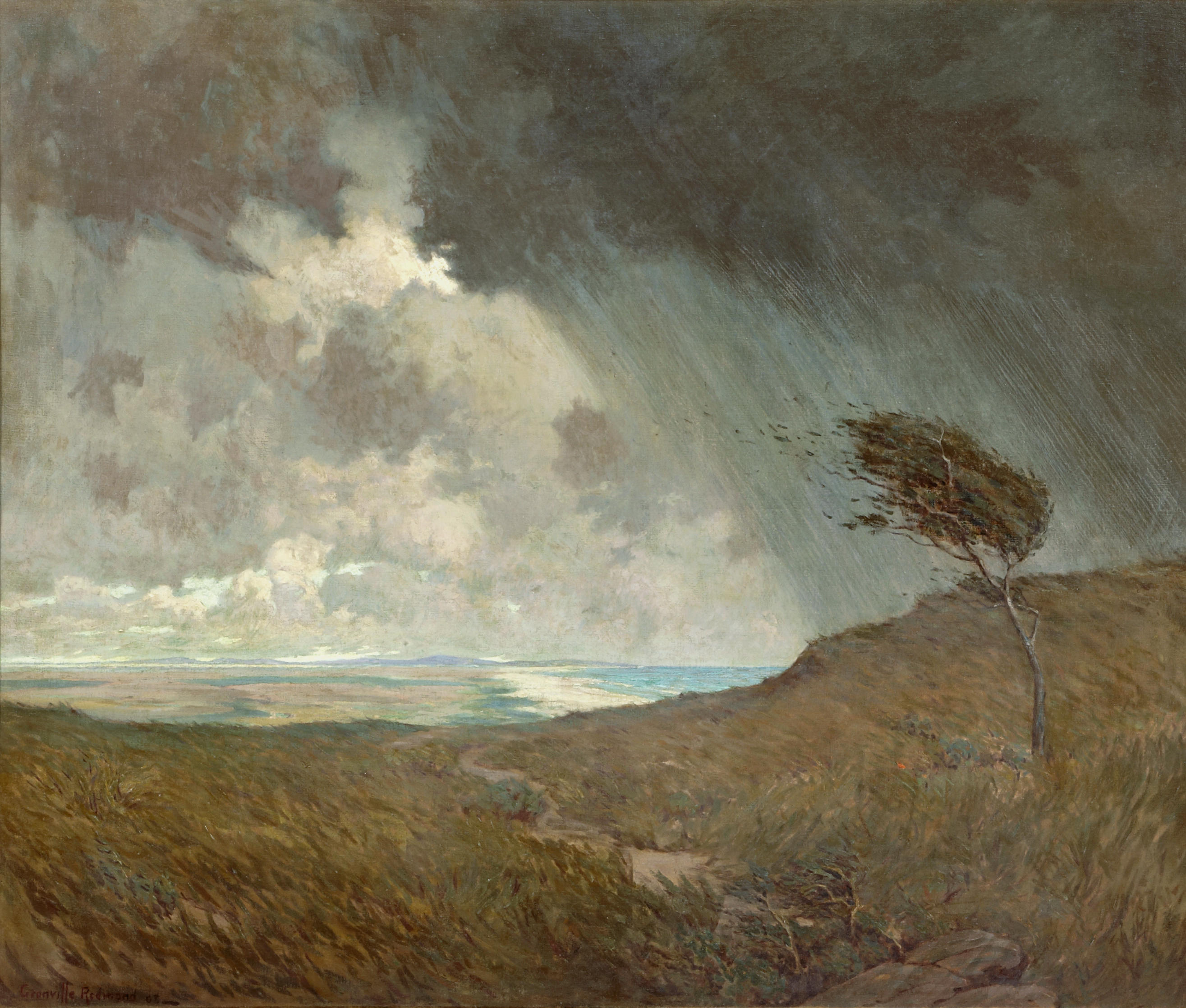
Прибрежный шторм

В Лос-Анджелесе Гренвилль подружился с Чарли Чаплином, который восхищался экспрессивностью амслена. Вместе с Редмондом Чаплин разработал некоторые техники пантомимы для немых фильмов. Он коллекционировал работы Гренвилля, оборудовал место для рисования на киностудии и снял Гренвилля в некоторых своих немых фильмах, включая «Огни большого города» (там Редмонд сыграл скульптора).
Несмотря на дружбу и влияние, которое Гренвилль и Чарли оказали друг на друга, Чаплин не упоминает его в автобиографии. Режиссёр-документалист Стив Хок делится своими идеями относительно причин этого в картине «The Floating Hat».
Через Чаплина Гренвилль познакомился с жившими по соседству художниками Элмером Вахтелем и Норманом Сент-Клером. Их работы выставлялись на Весенней выставке, проведённой в Сан-Франциско в 1904 году. К 1905 году Редмонд уже был известным пейзажистом и сильным колористом. Его работы сравнивали с произведениями Матисса; Гренвилль любил изображать цветы и тёмные, угрюмые пространства.
Гренвилль умер 24 мая 1935 года в Лос-Анджелесе.

## Фильмография
Редмонд снимался в нескольких фильмах:
- 1918 — Собачья жизнь — хозяин паба
- 1919 — Солнечная сторона — человек
- 1919 — Удовольствия дня — мужчина на корабле
- 1921 — Малыш — друг Мужчины
- 1921 — Праздный класс — гость на вечеринке
- 1921 — Три мушкетёра — эпизод
- 1923 — Парижанка — посетитель ресторана
- 1925 — Обычный парень — эпизод
- 1926 — Вы будете удивлены — Грей, дворецкий / заместитель коронера
- 1931 — Огни большого города — скульптор

## Собрания картин

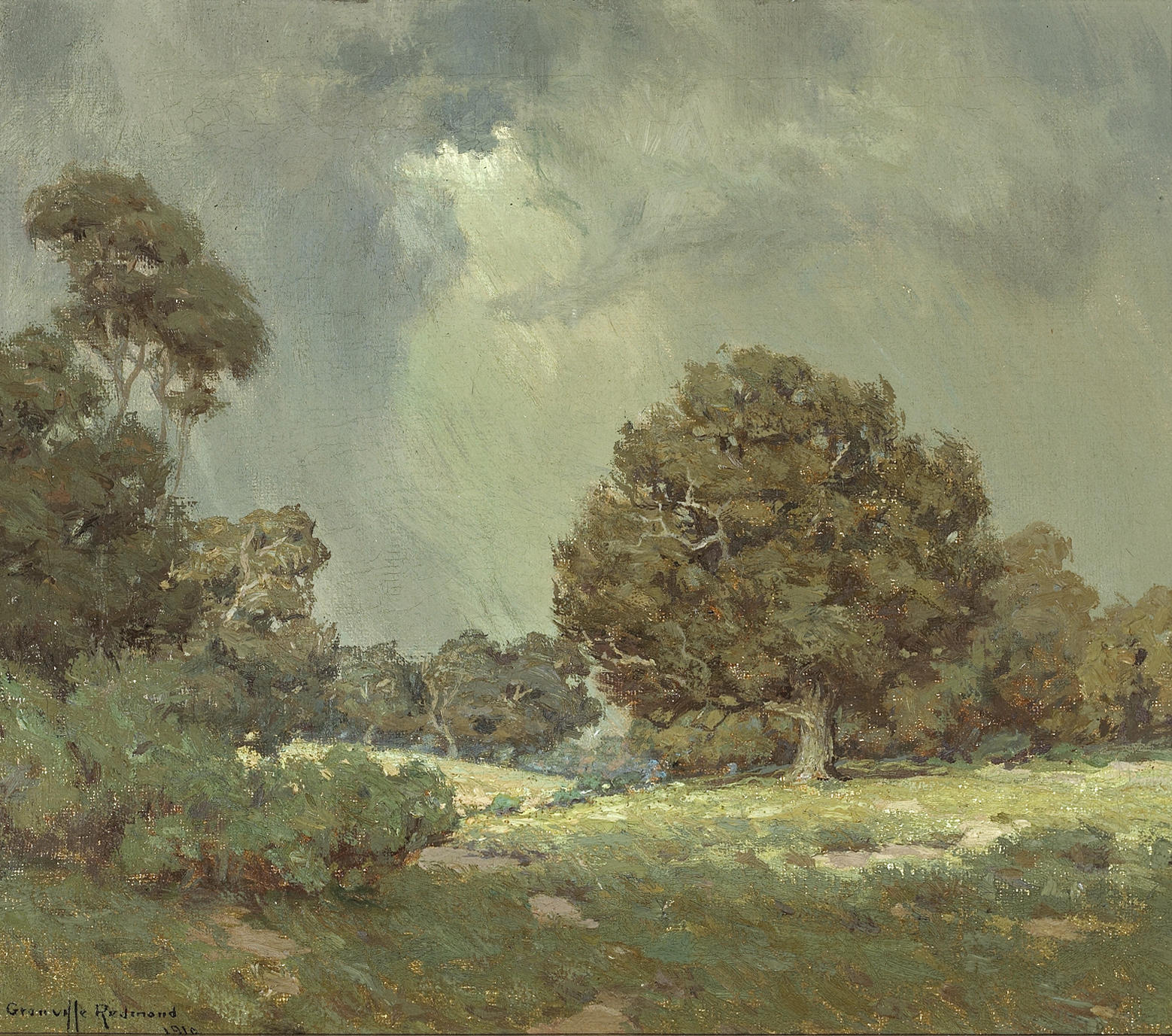
Полевые цветы под грозовым небом

- Irvine Museum, Калифорния;
- Laguna Art Museum, Калифорния;
- Los Angeles County Museum of Art;
- Cantor Arts Center, Стэнфордский университет;
- De Young Museum, Сан-Франциско;
- Bancroft Library, Университет Беркли;
- California School for the Deaf, Фреймонт;
- New York City Museum, Нью-Йорк;
- Oakland Museum, Калифорния.

## Награды
- Gold Medal, W. E. Brown Award, California School of Design, 1891
- Medal, Louisiana Purchase Exposition, 1904;
- Silver Medal, Alaska-Yukon Pacific Exposition, Seattle, Washington, 1909